# Unité enzymatique
En biochimie, l'unité enzymatique (symbole U) est une unité d'activité enzymatique représentant la quantité d'enzyme nécessaire pour traiter une micromole de substrat en une minute dans des conditions opératoires (pH, température, paramètres de solution) qui doivent être précisées avec la mesure. La valeur correspond généralement aux conditions optimales pour l'activité enzymatique, mais on normalise parfois les valeurs à 30 °C afin de permettre les comparaisons entre enzymes.
L'unité enzymatique est liée au katal, unité du Système international de l'activité enzymatique, par la relation :
1 kat = 6 × 107 U.
L'unité enzymatique n'est pas une unité du Système international, mais demeure encore en usage car le katal représente une quantité d'enzyme très élevée par rapport aux réalités expérimentales d'un laboratoire.